# Guatemala nos Jogos Olímpicos de Verão de 2020
A Guatemala competiu nos Jogos Olímpicos de Verão de 2020 em Tóquio. Originalmente programados para ocorrerem de 24 de julho a 9 de agosto de 2020, os Jogos foram adiados para 23 de julho a 8 de agosto de 2021, por causa da pandemia de COVID-19. Foi a 15ª participação da nação nos Jogos Olímpicos de Verão desde sua estreia em 1952, embora não tenha enviado delegações para as três edições seguintes (1956 a 1964).

## Competidores
Abaixo está a lista do número de competidores nos Jogos.
| Esporte          | Masculino | Feminino | Total |
| ---------------- | --------- | -------- | ----- |
| Atletismo        | 7         | 2        | 9     |
| Badminton        | 1         | 1        | 2     |
| Ciclismo         | 1         | 0        | 1     |
| Halterofilismo   | 0         | 1        | 1     |
| Judô             | 1         | 0        | 1     |
| Natação          | 1         | 1        | 2     |
| Pentatlo moderno | 1         | 0        | 1     |
| Remo             | 0         | 2        | 2     |
| Tiro             | 1         | 2        | 3     |
| Vela             | 1         | 1        | 2     |
| Total            | 14        | 10       | 24    |

## Atletismo
Os seguintes atletas guatemaltecos conquistaram marcas de qualificação, pela marca direta ou pelo ranking mundial, nos seguintes eventos de pista e campo (até o máximo de três atletas em cada evento):
- Nota– As posições para os eventos de pista são em relação à bateria do atleta
- Q = Qualificado para a próxima fase
- q = Qualificado para a próxima fase como o perdedor mais rápido ou, em eventos de campo, pela posição sem atingir o alvo para qualificação
- NR = Recorde nacional
- N/A = Fase não aplicável para o evento
- Bye = Atleta não precisou disputar aquela fase

Eventos de pista e estrada
Masculino
| Atleta                  | Evento                | Eliminatória | Eliminatória | Final     | Final   |
| Atleta                  | Evento                | Resultado    | Posição      | Resultado | Posição |
| ----------------------- | --------------------- | ------------ | ------------ | --------- | ------- |
| Luis Grijalva           | 5000 m                |              |              |           |         |
| Erick Barrondo          | 50 km marcha atlética | —            | —            |           |         |
| Bernardo Barrondo       | 50 km marcha atlética | —            | —            |           |         |
| Luis Ángel Sánchez      | 50 km marcha atlética | —            | —            |           |         |
| José Alejandro Barrondo | 20 km marcha atlética | —            | —            |           |         |
| José Eduardo Ortiz      | 20 km marcha atlética | —            | —            |           |         |
| Oswaldo Calel           | 20 km marcha atlética | —            | —            |           |         |

Feminino
| Atleta        | Evento                | Final     | Final   |
| Atleta        | Evento                | Resultado | Posição |
| ------------- | --------------------- | --------- | ------- |
| Mayra Herrera | 20 km marcha atlética |           |         |
| Mirna Ortiz   | 20 km marcha atlética |           |         |

## Badminton
A Guatemala inscreveu dois jogadores de badminton para competir no torneio olímpico. Programado para participar de sua quarta edição dos Jogos, Kevin Cordon foi selecionado entre os 40 melhores atletas baseado no Ranking da Corrida de Tóquio da BWF de 15 de junho de 2021.
| Atleta                    | Evento               | Fase de grupos        | Fase de grupos       | Fase de grupos       | Fase de grupos | Eliminação           | Quartas-de-final     | Semifinal            | Final / BM           | Final / BM |
| Atleta                    | Evento               | Adversário Resultado  | Adversário Resultado | Adversário Resultado | Posição        | Adversário Resultado | Adversário Resultado | Adversário Resultado | Adversário Resultado | Posição    |
| ------------------------- | -------------------- | --------------------- | -------------------- | -------------------- | -------------- | -------------------- | -------------------- | -------------------- | -------------------- | ---------- |
| Kevin Cordón              | Individual masculino | HKG N K L Angus ( , ) | MEX L Muñoz ( , )    | —                    |                |                      |                      |                      |                      |            |
| Nikte Alejandra Sotomayor | Individual feminino  | CAN M Li ( , )        | SVK M Repiská ( , )  | —                    |                |                      |                      |                      |                      |            |

## Ciclismo

### Estrada
A Guatemala inscreveu um ciclista para competir na prova olímpica da corrida em estrada, devido à sua posição entre as 50 melhores nações no ranking mundial da UCI entre homens.
| Atleta       | Evento                       | Tempo | Posição |
| ------------ | ---------------------------- | ----- | ------- |
| Manuel Rodas | Corrida em estrada masculina |       |         |

## Halterofilismo
Guatemala inscreveu uma halterofilista, baseado no Ranking de Qualificação Olímpica da IWF. 
| Atleta         | Evento          | Arranque  | Arranque | Arremesso | Arremesso | Total | Posição |
| Atleta         | Evento          | Resultado | Posição  | Resultado | Posição   | Total | Posição |
| -------------- | --------------- | --------- | -------- | --------- | --------- | ----- | ------- |
| Scarleth Ucelo | +87 kg feminino |           |          |           |           |       |         |

## Judô
A Guatemala inscreveu um judoca para o torneio olímpico com base no Ranking Olímpico Individual da International Judo Federation.
Masculino
| Atleta     | Evento | Fase de 32           | Oitavas-de-final     | Quartas-de-final     | Semifinais           | Repescagem           | Final / BM           | Final / BM |
| Atleta     | Evento | Adversária Resultado | Adversária Resultado | Adversária Resultado | Adversária Resultado | Adversária Resultado | Adversária Resultado | Posição    |
| ---------- | ------ | -------------------- | -------------------- | -------------------- | -------------------- | -------------------- | -------------------- | ---------- |
| José Ramos | −60 kg |                      |                      |                      |                      |                      |                      |            |

## Natação
Nadadores guatemaltecos conquistaram marcas de qualificação para os seguintes eventos (até o máximo de 2 nadadores em cada evento com o Tempo de Qualificação Olímpica (OQT), e potencialmente 1 com o Tempo de Seleção Olímpica (OST)):
| Atleta        | Evento                    | Eliminatória | Eliminatória | Semifinal | Semifinal | Final | Final   |
| Atleta        | Evento                    | Tempo        | Posição      | Tempo     | Posição   | Tempo | Posição |
| ------------- | ------------------------- | ------------ | ------------ | --------- | --------- | ----- | ------- |
| Luis Martínez | 100 m borboleta masculino |              |              |           |           |       |         |

## Pentatlo moderno
A Guatemala inscreveu um pentatleta para a competição. O atleta olímpico da Rio 2016 Charles Fernández garantiu a vaga com a medalha de ouro nos Jogos Pan-Americanos de 2019 em Lima.
| Atleta            | Evento    | Esgrima (Espada-1 toque) | Esgrima (Espada-1 toque) | Esgrima (Espada-1 toque) | Natação (200 m livres) | Natação (200 m livres) | Natação (200 m livres) | Hipismo (Saltos) | Hipismo (Saltos) | Hipismo (Saltos) | Evento combinado (Tiro 10m pistola de ar)/(3200m) | Evento combinado (Tiro 10m pistola de ar)/(3200m) | Evento combinado (Tiro 10m pistola de ar)/(3200m) | Total | Total |  |
| Atleta            | Evento    | Vitórias/Derrotas        | PPM                      | RG                       | Tempo                  | PPM                    | RG                     | Pontos perdidos  | PPM              | RG               | Tempo                                             | PPM                                               | RG                                                | PPM   | Pos.  |  |
| ----------------- | --------- | ------------------------ | ------------------------ | ------------------------ | ---------------------- | ---------------------- | ---------------------- | ---------------- | ---------------- | ---------------- | ------------------------------------------------- | ------------------------------------------------- | ------------------------------------------------- | ----- | ----- |  |
| Charles Fernández | Masculino |                          |                          |                          |                        |                        |                        |                  |                  |                  |                                                   |                                                   |                                                   |       |       |  |

## Remo
A Guatemala qualificou um barco para o skiff duplo leve feminino após terminar em último na final A da Regata de Qualificação Olímpica das Américas de 2021 no Rio de Janeiro, Brasil. Isto marcou o retorno da nação ao esporte pela primeira vez desde 1984.
| Atleta                         | Evento                    | Eliminatórias | Eliminatórias | Repescagem | Repescagem | Semifinais | Semifinais | Final | Final   |
| Atleta                         | Evento                    | Tempo         | Posição       | Tempo      | Posição    | Tempo      | Posição    | Tempo | Posição |
| ------------------------------ | ------------------------- | ------------- | ------------- | ---------- | ---------- | ---------- | ---------- | ----- | ------- |
| Yulissa López Jenniffer Zúñiga | Skiff duplo leve feminino |               |               |            |            |            |            |       |         |

Legenda de Qualificação: FA=Final A (medalha); FB=Final B; FC=Final C; FD=Final D; FE=Final E ; FF=Final F; SA/B=Semifinais A/B; SC/D=Semifinais C/D; SE/F=Semifinais E/F; QF=Quartas-de-final; R=Repescagem

## Tiro
Atiradores guatemaltecos conquistaram vagas para os seguintes eventos em virtude de suas posições no Campeonato Mundial da ISSF de 2018, da Copa do Mundo de 2019, dos Jogos Pan-Americanos de 2019 e do Campeonato das Américas, contanto que tivessem obtido a marca de qualificação mínima (MQS) em 31 de maio de 2020.
| Atleta           | Evento                  | Qualificação | Qualificação | Final  | Final   |
| Atleta           | Evento                  | Pontos       | Posição      | Pontos | Posição |
| ---------------- | ----------------------- | ------------ | ------------ | ------ | ------- |
| Juan Schaeffer   | Skeet masculino         |              |              |        |         |
| Adriana Ruano    | Fossa olímpica feminino |              |              |        |         |
| Ana Waleska Soto | Fossa olímpica feminino |              |              |        |         |

## Vela
Velejadores guatemaltecos qualificaram um barco em cada uma das seguintes classes através do Campeonato Mundial das Classes e das regatas continentais.
| Atleta              | Evento                | Regata | Regata | Regata | Regata | Regata | Regata | Regata | Regata | Regata | Regata | Regata | Pontos | Posição |
| Atleta              | Evento                | 1      | 2      | 3      | 4      | 5      | 6      | 7      | 8      | 9      | 10     | M*     | Pontos | Posição |
| ------------------- | --------------------- | ------ | ------ | ------ | ------ | ------ | ------ | ------ | ------ | ------ | ------ | ------ | ------ | ------- |
| Juan Ignacio Maegli | Laser masculino       |        |        |        |        |        |        |        |        |        |        |        |        |         |
| Isabella Maegli     | Laser Radial feminino |        |        |        |        |        |        |        |        |        |        |        |        |         |

M = Regata da medalha; EL = Eliminado – não avançou à regata da medalha